# Fisetinidol
Fisetinidol é um composto orgânico, um flavanol, um tipo de flavonoide.